# Спешный (тендер)
«Спешный» — тендер Черноморского флота Российской империи, находившийся в составе флота с 1835 по 1855 год. Во время службы принимал участие в действиях флота у кавказского побережья, в 1850 году подвергся тимберовке, а во время Крымской войны был затоплен в Севастополе при оставлении города гарнизоном.

## Описание судна
Парусный одномачтовый тендер с деревянным корпусом. Длина судна составляла 19,4 метра, ширина — 6,7 метра, осадка 3,9 метра, а глубина интрюма — 3,2 метра. Артиллерийское вооружение судна состояло из 10 орудий.

## История службы
Тендер «Спешный» был заложен на стапеле Николаевского адмиралтейства 12 (24) сентября 1834 года и после спуска на воду 4 (16) июня 1835 года вошел в состав Черноморского флота России. Строительство вёл кораблестроитель штабс-капитан Г. В. Афанасьев.
В кампании с 1835 по 1851 год ежегодно участвовал в операциях отрядов кораблей Черноморского флота у кавказских берегов Чёрного моря.
При этом 7 (19) июля 1839 года принимал участие в высадке десанта в устье реки Псезуапсе в составе отряда под командованием контр-адмирала С. П. Хрущова.
В кампанию 1850 года тендер подвергся тимберовке в Севастополе. В декабре следующего 1851 года был отчислен к порту в Севастополе.
Во время Крымской войны тендер «Спешный» находился в Севастополе, где и был затоплен при оставлении города гарнизоном.

## Командиры судна
Командирами тендера «Спешный» в составе Российского императорского флота в разное время служили:
- В. И. Буткевич (1835—1841 годы);
- Н. Ф. Юрьев (1851 год).